# Баффало (Міннесота)
Баффало (англ. Buffalo) — місто (англ. city) в США, в окрузі Райт штату Міннесота. Населення — 16 168 осіб (2020).

## Географія
Баффало розташоване за координатами 45°10′44″ пн. ш. 93°51′55″ зх. д. / 45.17889° пн. ш. 93.86528° зх. д. (45.178821, -93.865221).  За даними Бюро перепису населення США в 2010 році місто мало площу 24,95 км², з яких 18,56 км² — суходіл та 6,39 км² — водойми. В 2017 році площа становила 23,58 км², з яких 18,76 км² — суходіл та 4,83 км² — водойми.

## Демографія
Згідно з переписом 2010 року, у місті мешкали 15 453 особи в 5699 домогосподарствах у складі 3970 родин. Густота населення становила 619 осіб/км².  Було 6044 помешкання (242/км²).
Расовий склад населення:
| - 95,1 % — білих - 0,9 % — азіатів - 0,8 % — чорних або афроамериканців - 0,5 % — корінних американців |

До двох чи більше рас належало 2,0 %. Частка іспаномовних становила 2,8 % від усіх жителів.
За віковим діапазоном населення розподілялося таким чином: 29,7 % — особи молодші 18 років, 58,5 % — особи у віці 18—64 років, 11,8 % — особи у віці 65 років та старші. Медіана віку мешканця становила 34,3 року. На 100 осіб жіночої статі у місті припадало 94,1 чоловіків;  на 100 жінок у віці від 18 років та старших — 92,2 чоловіків також старших 18 років.
Середній дохід на одне домашнє господарство  становив 71 391 долар США (медіана — 63 830), а середній дохід на одну сім'ю — 84 010 доларів (медіана — 75 940). Медіана доходів становила 52 007 доларів для чоловіків та 42 127 доларів для жінок. За межею бідності перебувало 11,1 % осіб, у тому числі 14,1 % дітей у віці до 18 років та 13,7 % осіб у віці 65 років та старших.
Цивільне працевлаштоване населення становило 7677 осіб. Основні галузі зайнятості: освіта, охорона здоров'я та соціальна допомога — 22,1 %, виробництво — 13,8 %, роздрібна торгівля — 13,7 %.